# Scheich Scharaf ad-Din
Scheich Scharaf ad-Din (kurmandschi Şêx Şerfedîn, arabisch شرف الدين بن الحسن DMG Scharaf ad-Din ibn al-Hasan, auch Sherfedin, geboren 1215, gestorben 1257 oder 1258) ist eine heilige Person im Glauben der Jesiden.

## Leben
Scheich Scharaf ad-Din verteidigte den Glauben der Jesiden und mobilisierte eine Armee aus Jesiden und kämpfte gegen den Statthalter von Mossul Badr ad-Din Lulu. Zuvor hat Badr ad-Din Lulu den Vater von Sherfedin Scheich Hasan hinrichten lassen im Jahr 1246. Später verübte Badr ad-Din Lulu ein Massaker an den Jesiden im Lalisch Tal. Scharaf ad-Din war auch der Gouverneur der antiken Stadt Harput. Verbündet mit dem seldschukischen Prinzen Izz ad-Din gegen die Mongolen war er General einer Streitkraft bestehend aus Jesiden, Kurden und Turkmenen. 1257 oder 1258 fiel er in einer Schlacht gegen die Mongolen.

## Verehrung durch die Jesiden
Die Jesiden glauben an eine Endzeit des Lebens in dieser Welt. Dieser Endpunkt wird als „roja taliye“ (der letzte Tag) oder „axir zeman“ (das Ende der Zeit) bezeichnet. Sherfedin wird mit dem Mahdi identifiziert, von dem erwartet wird, dass er am Ende der Zeit in die Welt zurückkehren wird, um das Unrecht auf der Welt zu beseitigen.
Das Mausoleum des Scharaf ad-Din (auch Şerfedîn) ist eine Pilgerstätte der Jesiden im Distrikt Sindschar im Irak.